# Panoploea hedgepethi
Panoploea hedgepethi är en kräftdjursart. Panoploea hedgepethi ingår i släktet Panoploea och familjen Iphimediidae. Inga underarter finns listade i Catalogue of Life.